# Ходжибаева, Бароат Абдурахимовна
Бароа́т Абдурахи́мовна Ходжиба́ева (род. 27 ноября 1928, Самарканд) — советский, таджикский филолог, профессор кафедры методики преподавания русского языка Худжандского государственного университета им Гафурова.

### Биография
Начальное образование получила в Москве, с 1937 года, после ареста родителей во время сталинских репрессий, воспитывалась в детских домах Мордовии и Украины.
С 1944 года живёт в Ленинабаде; в 1948 году окончила Женский педагогический институт. Преподавала в средней школе № 3, в медицинском училище (1948—1955), заведовала учебной частью средней школы № 5 (1955—1958). С 1958 года работает в Ленинабадском государственном педагогическом институте им. С. М. Кирова (ныне — Худжандский государственный университет): заведующая учебной частью, старший преподаватель (с 1963), доцент (с 1968) кафедры русской и зарубежной литературы; заведующая кафедрой методики преподавания русского языка и литературы (1976—1990); профессор кафедры устной и письменной речи (1993—2003), профессор-консультант кафедры методики преподавания русского языка и литературы (с 2003).

### Семья
- Отец — Абдурахим Ходжибаев (25.4.1900 — 1938), первый председатель Совнаркома Таджикистана; расстрелян по решению Военной коллегии Верховного суда СССР; реабилитирован 28.12.1957[2].
- Мать — Биходжар (1906 — ?)[2].
- Сестра — Рафоат (1925—2004)[2].
- Дочь — Фарзона (Иноят Ходжаева), народная поэтесса Таджикистана, лауреат государственной премии Рудаки[3].
- Дочь — Матлюбаи Мирзоюнус, доктор филологических наук, профессор[2].
- Дочь — Муаззама Ходжаева, старшая дочь.

## Научная деятельность
В 1968 году защитила кандидатскую диссертацию на тему «Изучение лирики на уроках русской литературы в таджикской школе»; с 1993 года — профессор.
Основные направления научных исследований:
- проблемы литературных взаимосвязей
  - в монографии «Пушкин и Восток» (в соавторстве с М. Мирзоюнус) дан анализ поэм и стихотворений, а также переводов произведений А. С. Пушкина на таджикский язык; исследованы восточные мотивы в его творчестве[5];
  - в монографии «Таджикистан в творчестве Бориса Пильняка» анализируется интерес русских писателей 1920—1930 годов к Востоку, поэтика очерков Б. А. Пильняка о Таджикистане и его романа «Одиннадцать глав классического повествования»[5];
  - книга «Голубая родина Фирдуси» посвящена проблемам взаимосвязей литератур — рассмотрены восточные мотивы в творчестве С. А. Есенина, Н. С. Тихонова, И. Л. Сельвинского, В. А. Рождественского, В. А. Луговского, Я. В. Смелякова, Л. В. Соловьёва, переводчиков В. В. Державина и С. И. Липкина[5];
  - В монографии «Чекан души. Иван Бунин и Восток» исследован ориентализм И. Бунина[5];
- вопросы преподавания русской литературы в таджикских школах и вузах.

Автор более 200 научных, научно-педагогических и методических работ, в том числе монографий.

### Избранные труды
Источник — Электронные каталоги РНБ
- Абдувалиева М. М., Ходжибаева Б. А. Изучение русской литературы в её взаимосвязях с родной в школах с таджикским языком обучения : (Пособие для учителей и студентов). — Душанбе : Б. и., 1976. — 105 с.
- Абдувалиева М. М., Ходжибаева Б. А., Ахмедова О. А. Упражнения и задания по русской литературе для учащихся профессионально-технических училищ Таджикской ССР : Учеб. пособие. — Душанбе : Маориф, 1988. — 112 с.
- Карасик Ц. З., Ходжибаева Б. А. Изучение жизни и творчества А. Фадеева в 10 классе таджикской школы : (Метод. пособие для учителей и студентов). — Ленинабад : Б. и., 1977. — 113 с.
- Ходжибаева Б. А. Абдурахим Ходжибаев : Страницы короткой жизни : Кн. об. отце. — Худжанд : Гос. изд-во им. Рахима Джалила, 2000. — 177 с.
- Ходжибаева Б. А. Изучение жизни и творчества Н. А. Островского в X классе таджикской школы. — Душанбе : Маориф, 1988. — 80 с. — (Библиотека учителя).
- Ходжибаева Б. А. Изучение лирики А. С. Пушкина в 8 классе таджикской школы : Метод. пособие. — Душанбе : Ирфон, 1967. — 62 с.
- Ходжибаева Б. А. Изучение лирики В. В. Маяковского в 10 классе таджикской школы. — Ленинабад : Б. и., 1967. — 108 с.
- Ходжибаева Б. А. Изучение лирики на уроках русской литературы в старших классах таджикской школы : Автореф. дис. … канд. пед. наук. — М., 1968. — 19 с.
- Ходжибаева Б. А. Русская советская литература : Хрестоматия для 11-го кл. шк. с тадж. яз. обучения. — Душанбе : Маориф, 1990. — 135 с.

## Награды и признание
- Заслуженный работник Таджикистана (1997)
- четыре медали
- Пушкинская золотая медаль и диплом — за книгу «Пушкин и Восток»[1]
- специальная премия «За поддержку и развитие русской культуры в Таджикистане» попечительского Совета Бунинской премии (2015)[6][5]
- Памятная медаль Героя Советского Союза Алии Молдагуловой (Московского гуманитарного университета; 2015)[7]
- Почётная грамота фонда «Русский мир» — за большой вклад в сохранение и развитие традиций преподавания русского языка в Республике Таджикистан (2015)[1]